# 's-Gravenambacht
's-Gravenambacht was een gemeente in de Nederlandse provincie Zuid-Holland, die eerder een heerlijkheid en buurtschap was. De gemeente 's-Gravenambacht bestond van 1 april 1817 tot 1 januari 1832.

## Geschiedenis
In 1802 vroeg Pernis aan de landelijke overheid om Roozand, Smalland, Langebakkersoord, Deyffelsbroek en 's-Gravenambacht te laten fuseren, vanwege het kleine inwoneraantal. Terwijl dit in 1804 voor het grootste deel werd uitgevoerd, is 's-Gravenambacht pas in 1811 in Pernis opgegaan. In 1817 is de gemeente weer zelfstandig geworden, en pas in 1832 definitief opgegaan in Pernis.
Het grondgebied van de voormalige gemeente is voor het grootste deel afgegraven bij de aanleg van de Eemhaven. Het Rail Service Center is ook gebouwd op het voormalig grondgebied van deze gemeente.

## Wapen
De gemeente had geen eigen wapen. De heerlijkheid wel, die werd op 14 juli 1819 door de Hoge Raad van Adel toegekend aan de heerlijkheid. De beschrijving luidt als volgt: In blauw een achtpuntige ster van goud.

Wapen van de heerlijkheid